# Opel Vita
 (octobre 2024).
Pour les articles homonymes, voir Vita (homonymie).
L'Opel Vita est le nom d'une gamme d'automobile de citadine polyvalente de la marque Opel. Elle est utilisée en Afrique de l’Est et au Japon pour les Opel Corsa B et C.
Les véhicules sont assemblés chez General Motors Afrique de l’Est au Kenya. Le nom « Corsa » ne peut pas être utilisé au Japon car il existe déjà une Toyota Corsa.

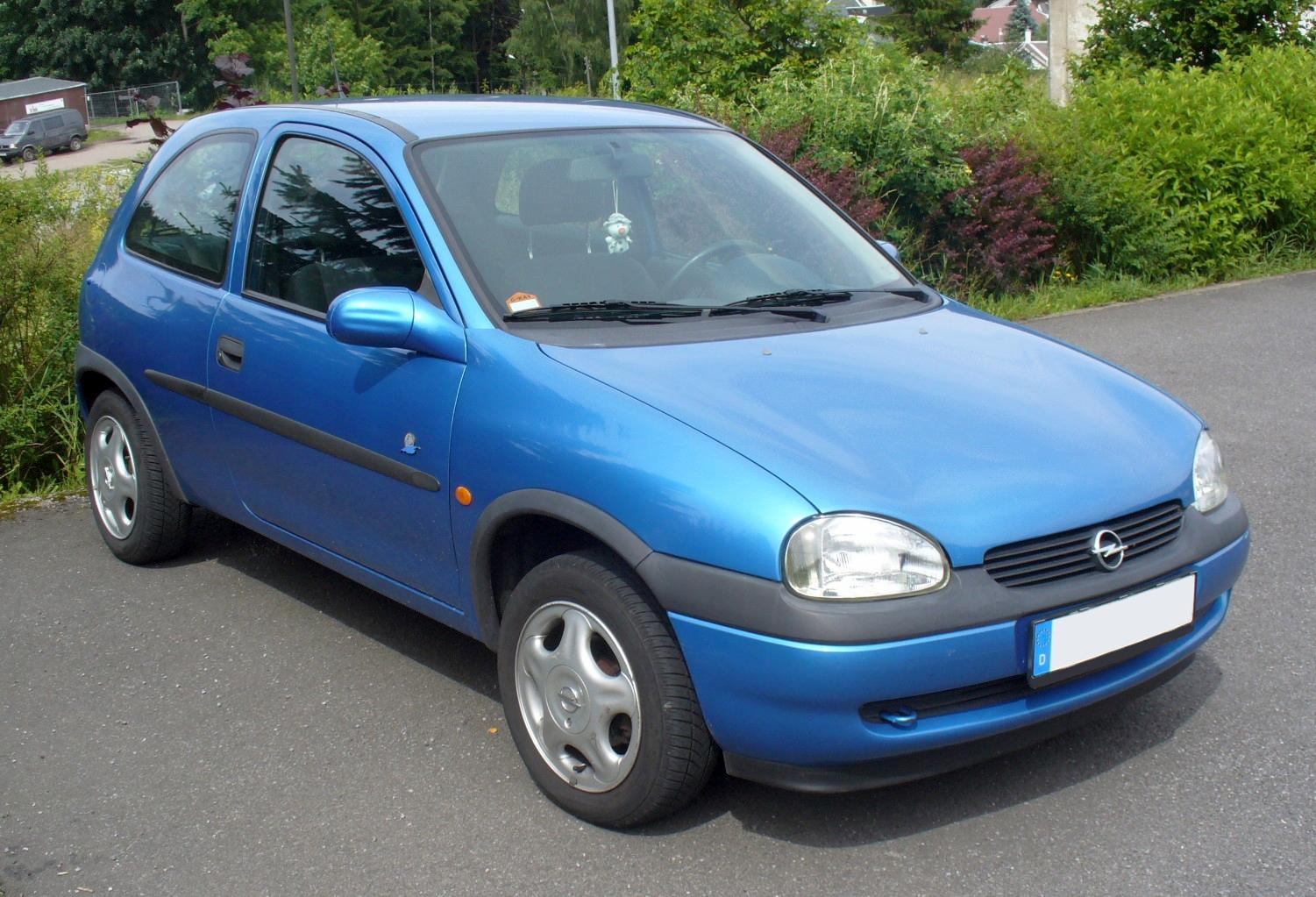
1ère génération de 1995 à 2001
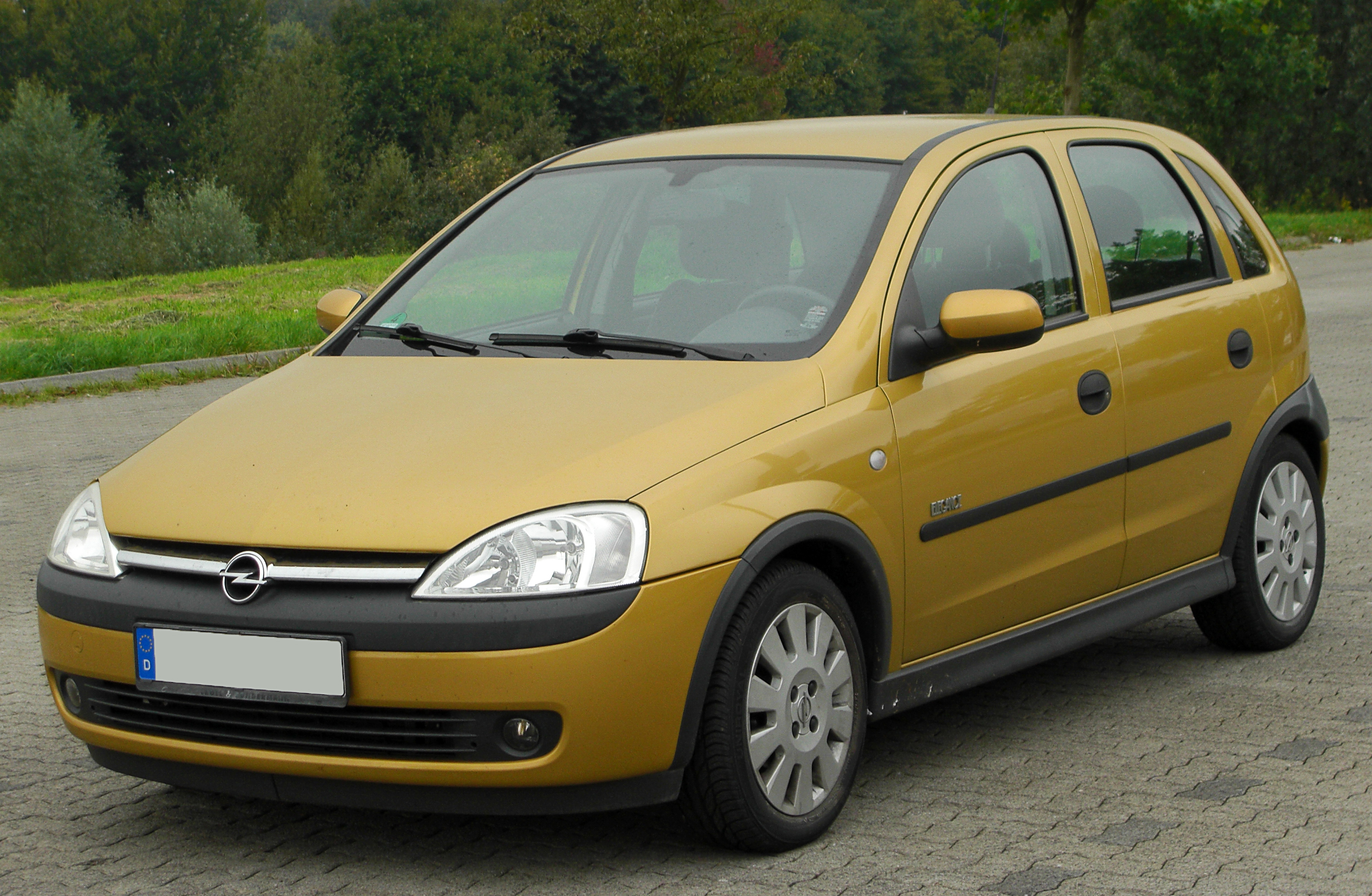
2ème génération de 2001 à 2009